# Michel Micombero
Michel Micombero, född 1940 i Rutovo, Bururi, död 16 juli 1983, var en burundisk politiker. Han var president i landet mellan den 28 november 1966 och den 1 november 1976.

## Biografi
Micombero tillhörde folkgruppen tutsi och tog makten i en statskupp efter att kungadömet fallit. Efter att ha avsatts i en militärkupp 1976, då Jean-Baptiste Bagaza tog makten, levde han i exil i Somalia där han avled efter en hjärtinfarkt endast 43 år gammal.